# Dictyna volucripes
Dictyna volucripes är en spindelart som beskrevs av Eugen von Keyserling 1881. Dictyna volucripes ingår i släktet Dictyna och familjen kardarspindlar. Utöver nominatformen finns också underarten D. v. volucripoides.